# Garuda-Wisnu-Kencana-Statue
Die Garuda-Wisnu-Kencana-Statue (auch Garuda-Wisnu-Kencana-Monument oder GWK-Statue) ist eine 75 Meter hohe Kolossalstatue im Garuda-Wisnu-Kencana-Kulturpark in Ungasan, im Süden der indonesischen Insel Bali. Zusammen mit dem 46 Meter hohen Basissockel beträgt die Gesamthöhe des Denkmals 121 Meter. Die Statue stellt die Gottheit Wisnu (Vishnu) dar, die auf dem Vogel Garuda reitet, dessen Flügelspannweite in der Statue 64 Meter beträgt.

## Bedeutung
Garuda, das Reittier (Vahana) von Vishnu, ist ein nationales Wahrzeichen und bildet das Wappen Indonesiens. Im balinesischen Hinduismus ist Wisnu (anderswo als Vishnu bekannt) der Bewahrer und Beschützer des Universums. Er kämpft gegen zerstörerische Kräfte, wenn diese drohen, in ein Chaos auszuufern, und kommt, um das kosmische Gleichgewicht wiederherzustellen. Der mythische Vogel Garuda symbolisiert hingegen Geschwindigkeit, Kraft und Kampfgeist. Auf der Spitze des Ungasan-Hügels ist die riesige Statue beim Anflug auf den internationalen Flughafen Ngurah Rai von Denpasar gut sichtbar.

## Planung und Bau
1989 beauftragte der damalige indonesische Minister für Tourismus, Post und Telekommunikation Joop Ave den Bildhauer Nyoman Nuarta, eine Statue zu entwerfen und zu bauen, um diese am Flughafen aufzustellen. Daraus wurde ein Megaprojekt, für das der Präsident Soeharto 1993 die Erlaubnis erteilte, worauf die Grundsteinlegung auf dem Jimraran-Hügel im Kulturparkgebiet von Ungasan erfolgte.
Der Bau der Statue wurde bereits 1998 aufgrund der Währungskrise in Indonesien eingestellt. Die Hauptgebäude des Parks waren zu diesem Zeitpunkt bereits fertig gestellt. Kopf und Oberteil der Figur Wisnus sowie einige Teile von Garuda befanden sich schon auf der Baustelle und wurden erst einmal provisorisch aufgestellt. In den Folgejahren bewirkten die globale Finanzkrise, ein Regimewechsel, fehlende Investoren, interne Konflikte und die Opposition von balinesischen Gelehrten und Aktivisten, dass der Bau nicht wieder aufgenommen wurde.
Erst nach einer Pause von knapp 14 Jahren konnte die Finanzierung durch einen Deal zwischen Nuarta, der GWK Foundation und einer großen Immobiliengesellschaft, PT Alam Sutera Realty, gesichert werden. Letztere erklärte sich sowohl bereit, die Kosten für den Bau der Statue zu übernehmen, die auf 150 Milliarden Indonesische Rupiah (8,8 Millionen Euro) veranschlagt wurden, als auch auf dem Gelände 80 Hektar Land zu kaufen. Dies bedeutete eine Übernahme von etwa 82 % der Anteile der GWK und von Nuatra. Daher konnten die Arbeiten fortgeführt werden. Kopf und Oberteil der Wisnu-Figur hatten inzwischen im Park eine so große Bedeutung gewonnen, dass das ursprünglich für die große Statue gedachte Teil für die Statue neu produziert wurde. Gleichzeitig wurde beschlossen, die große Statue an einem neuen, etwa 300 m entfernten Standort zu bauen.
Das Denkmal wurde am 31. Juli 2018 nach 25 Jahren Bauzeit fertiggestellt und am 22. September 2018 vom indonesischen Präsidenten Joko Widodo eingeweiht. Die Kosten für das Projekt betrugen insgesamt 450 Milliarden Indonesische Rupiah (26 Millionen Euro).

## Beschreibung der Konstruktion
Die Garuda-Wisnu-Kencana-Statue ist die höchste Statue Indonesiens und eine der höchsten Statuen der Welt. Im Inneren der Statue befindet sich eine Stütze aus Beton, um die herum eine Skelettkonstruktion aus Stahlprofilträgern aufgebaut ist. In den Flügeln wurden als Gerüst Stahlrohre verarbeitet. An den Verbindungspunkten können dabei bis zu zwölf Träger zusammengeführt werden. Insgesamt wurden für die Skulptur 1700 Tonnen Stahl verwendet. Durch die Verwendung von Stahl wird die Statue bei starkem Wind oder Erdbeben dynamischer und soll Erdbeben bis zur Stärke 8 widerstehen.
Die Außenverkleidung mit einer Gesamtfläche von 25.000 m² besteht aus Kupfer- und Messingblech. Das Messing ist härter und steifer und dient der Verstärkung, während die grünliche Patina des Kupfers der Statue die Farbe verleiht. Um die natürliche Verfärbung zu beschleunigen, wurden die Kupferbleche vor Ort mit Säure behandelt. Die Krone von Wisnu ist mit goldenen Mosaiken bedeckt. Die Statue wurde aus 754 einzelnen Modulen zusammengestellt, die in Bandung, West-Java, gebaut und dann zur Baustelle transportiert wurden. Insgesamt ergibt sich für die Statue ein Gewicht von 4000 Tonnen.
Die Besucher können die Statue nicht nur von außen bewundern. Im 8. Stockwerk (Sockel) befindet sich eine Aussichtsgalerie, die in einen Innen- und einen Außenbereich aufgeteilt ist. Von hier hat der Besucher eine gute Übersicht über den Park. Im Innenbereich soll ein Restaurant oder Café entstehen. Daneben gibt es eine weitere Aussichtsplattform auf der 20. Etage. Diese befindet sich innerhalb der Statue. Fußboden und Wände sind aus Glas, so dass die Innenstruktur der Statue betrachtet werden kann. Jedoch wurde nicht die gesamte Etage mit Glasboden versehen, um auch Besuchern mit Höhenangst die Aussicht zu ermöglichen.
Die Statue hat eine eigene Beleuchtungsanlage, die die Statue nach Einbruch der Dämmerung in verschiedenen Farben erstrahlen lässt.

## Reaktionen
Die Idee für das Denkmal war nicht unumstritten; religiöse Autoritäten auf der Insel beklagten, dass seine massive Größe das spirituelle Gleichgewicht der Insel stören könnte und dass sein kommerzieller Charakter unangemessen sei. Andere Gruppen stimmten dem Projekt zu, da es eine neue Touristenattraktion darstelle.